# Tadahiko Taira

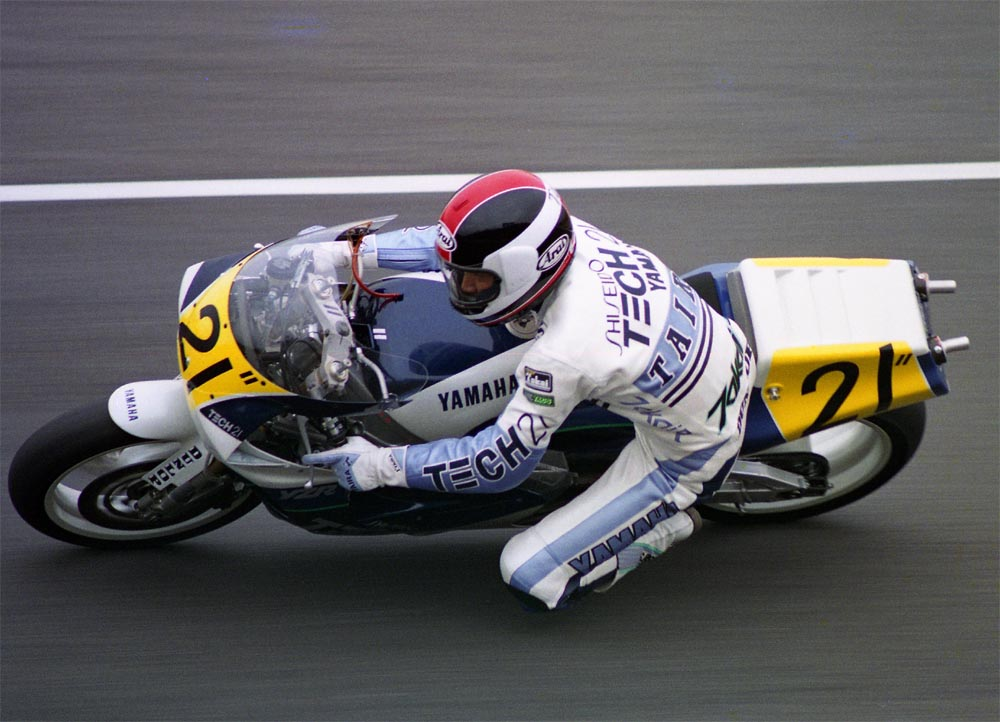
Tadahiko Taira tijdens de Grand Prix van Japan 1989.

Tadahiko Taira (Japans: 平忠彦, Taira Tadahiko) (Minamisoma, 12 november 1956) is een Japans voormalig motorcoureur. Hij is eenmalig Grand Prix-winnaar in het wereldkampioenschap wegrace.

## Carrière
Taira begon zijn motorsportcarrière in 1978 in de 250 cc-klasse van het All Japan Road Race Championship en reed gedurende zijn gehele loopbaan op een Yamaha. In 1980 won hij in dit kampioenschap de titel in de 350 cc-klasse. Vervolgens stapte hij over naar de 500 cc-klasse, waarin hij tussen 1983 en 1985 ieder jaar kampioen werd. In 1984 reed hij tevens zijn eerste twee races in de 500 cc-klasse van het wereldkampioenschap wegrace tijdens de TT van Assen en de Grand Prix van België en eindigde tweemaal als zesde. Ook in 1985 reed hij twee WK-races in de Grand Prix der Naties en in Oostenrijk, waarin hij respectievelijk vijftiende en negende werd.
In 1986 reed Taira zijn eerste volledige seizoen in het WK-wegrace, ditmaal in de 250 cc-klasse. Al in de eerste race in Spanje brak hij zijn linkerbeen nadat zijn motorfiets niet wilde starten en hij werd aangereden door een andere deelnemer. Later in het seizoen raakte hij ook geblesseerd aan zijn rechterbeen. Desondanks behaalde hij in de seizoensfinale in San Marino zijn enige Grand Prix-zege. Met 28 punten werd hij negende in het kampioenschap. In 1987 keerde hij terug in het WK 500 cc en behaalde hij in Tsjecho-Slowakije zijn enige podiumfinish van het seizoen. Met 56 punten werd hij zesde in de eindstand.

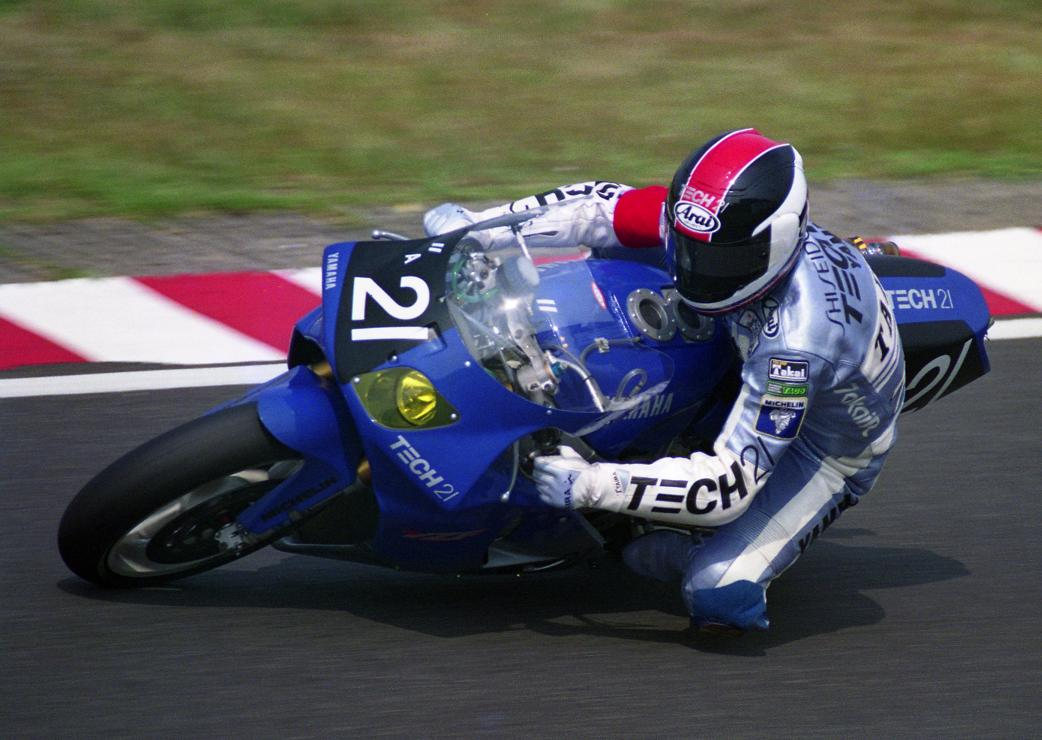
Tadahiko Taira tijdens de 8 uur van Suzuka in 1990.

In 1988 reed Taira, naast zijn terugkeer in het Japans kampioenschap wegrace, vijf races in het WK 500 cc. In de seizoensopener in Japan behaalde hij de pole position, maar finishte hij als vijfde. Later in het seizoen wist hij deze vijfde plaats te evenaren in Tsjecho-Slowakije. In 1989 reed hij zes races in het WK, waarin hij opnieuw in Japan pole position behaalde. Zijn beste race-uitslag was een zesde plaats in Australië. In 1990 reed hij enkel in de seizoensopener in Japan, waarin hij zesde werd, en de laatste race in Australië, waarin hij niet aan de finish kwam. Wel won hij dat jaar, samen met Eddie Lawson, de 8 uur van Suzuka. In 1991 reed hij een volledig seizoen in het Japanse 500 cc-kampioenschap en reed hij in de Grand Prix van Japan, maar kwam hierin niet aan de finish. Aan het eind van dit seizoen beëindigde hij zijn motorsportcarrière; hij reed in 1995 en 1996 echter nog wel tweemaal in de 8 uur van Suzuka.